# Tito Cesare Canovai
Tito Cesare Canovai (Prato, 17 settembre 1888 – Prato, 13 giugno 1972) è stato un politico e prefetto italiano.

## Biografia
Già insegnante al convitto Cicognini di Prato e al liceo Michelangelo di Firenze, dal 1921 fu presidente della sezione pratese dell'Associazione Nazionale Combattenti. Iscrittosi al Partito Nazionale Fascista, nel settembre 1922 venne nominato segretario del fascio di Prato, rimanendovi fino al marzo 1923, quando fu eletto sindaco della città. Nel 1924 venne eletto deputato con 10 047 voti alla Camera del Regno d'Italia nella XXVII legislatura. Nel febbraio 1927 venne confermato podestà di Prato a seguito la riforma amministrativa voluta dal regime fascista, ma lasciò la carica nel mese di ottobre per intraprendere la carriera prefettizia. Fu prefetto di Pescara (1927-1930), di Viterbo (1930-1936), di Cagliari (1936-1940), di Perugia (1940-1943) e di Verona (giugno-settembre 1943).